# Trymalium urceolare
Trymalium urceolare är en brakvedsväxtart som först beskrevs av F. Müll., och fick sitt nu gällande namn av Friedrich Ludwig Diels. Trymalium urceolare ingår i släktet Trymalium och familjen brakvedsväxter. Inga underarter finns listade i Catalogue of Life.